# 名尾耕作
名尾 耕作（なお こうさく、1909年1月26日 - 1996年5月14日）は、日本ルーテル教団の牧師、ヘブル語の学者で、日本最初のヘブル語辞典を著す。新改訳聖書の旧約聖書の翻訳主事を務め、新改訳聖書の翻訳に大きな功績を残す。名誉神学博士。

## 生涯
福岡県出身。同志社大学神学部、アメリカ太平洋神学校卒業。戦前より、文語訳聖書の旧約の改訂委員を務める。1958年日本ルーテル教団の東京ルーテルセンター教会の牧師に就任して、1963年にルーテル神学院の院長に就任するまで勤める。後に、名誉院長になる。コンコーコティア神学校より名誉神学博士号を授与する。
1961年新改訳聖書刊行協力会に日本ルーテル教団の代表として参加、旧約聖書の翻訳主任として、新改訳の旧約聖書の翻訳を指導する。1982年日本初のヘブル語辞典を、聖文社より出版する。1996年5月、肺炎のため死去。

## 著書
- 「旧約聖書名言集」講談社学術文庫